# アメリカ合衆国第110議会におけるクルアーンによる宣誓

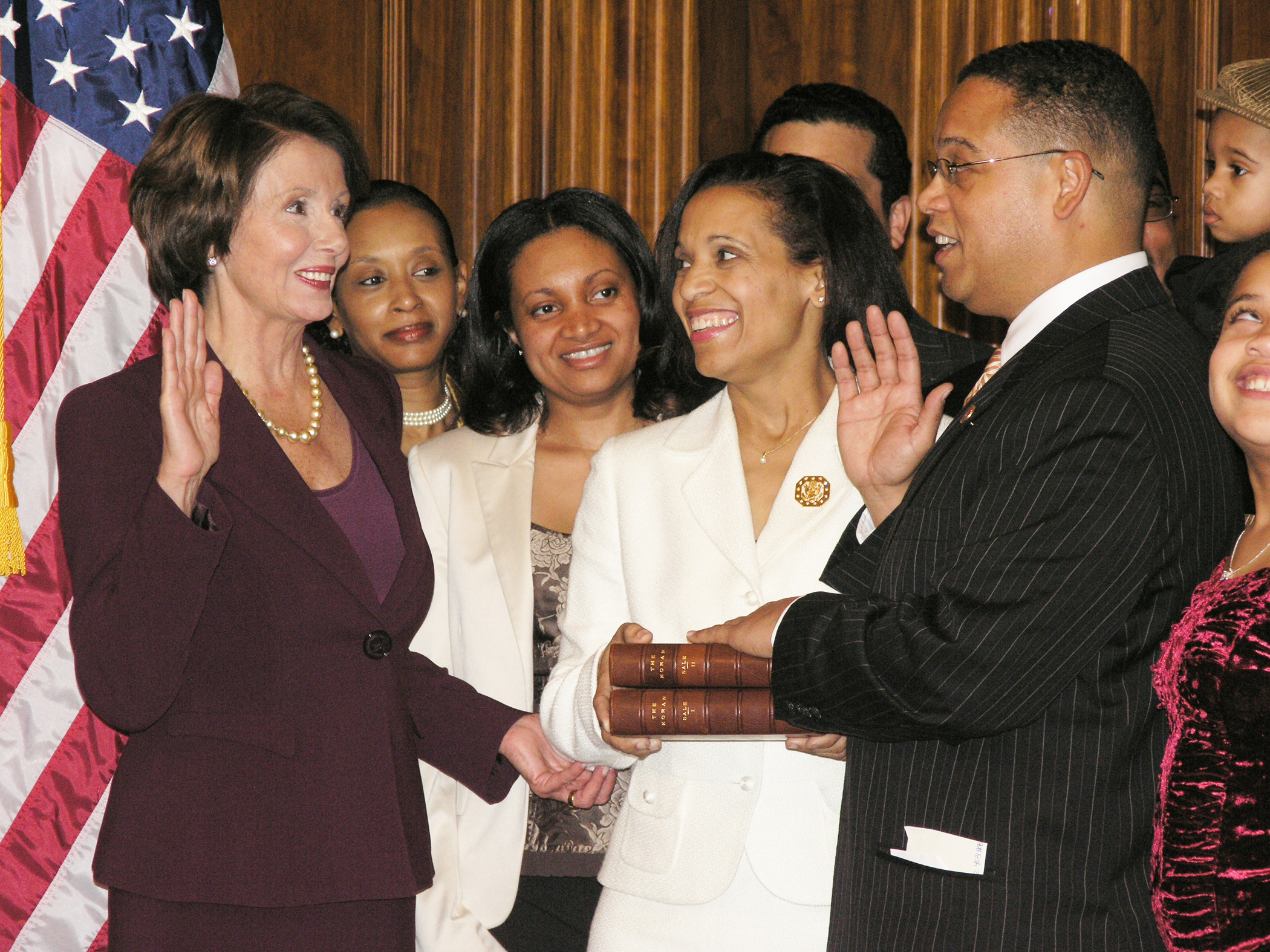
トーマス・ジェファーソンのクルアーンに手をおいて宣誓するキース・エリソン

2006年11月半ばに、アメリカ合衆国議会で初めてムスリムとして議員に選出されたキース・エリソン（ミネソタ州選出）が、宣誓の際にクルアーンを使う意向であるという報道がされた。このニュースに対して、11月28日に保守派の作家でラジオパーソナリティであるデニス・プレガーが自分のコラムに批判を掲載した。「アメリカ」と題されたこのコラムで、プレガーは「議員が宣誓のときに使う本を決めるのは、アメリカだ。キース・エリソンじゃない」、「エリソンとそのまわりの極左的なムスリム支持者たちは、 アメリカが何を聖なる本として戴こうがどうでもよく、個々人が何を聖なる本とみなすかだけを問題にしている」と書いている。
プレガーのコラムは全米の注目を集めた。議会では、全議員が宣誓（あるいは確約）を一斉に行い、その際に宗教的な文書は用いられない。聖書などを使うのは、そのあとで議員が個別にセレモニーを行う場合だけである、という事実も提示したうえで、プレガーは「これが最重要なポイントなんだ。問題はまさにセレモニーにあるんだから」とも書いている。
この問題について、バージル・グード（バージニア州選出）が自身の選挙区の支持者に向けてレターを出したが、その内容をめぐって論争はさらに激しさを増した。レターによれば、エリソンが宣誓にクルアーンを使うと決めたことは、「アメリカ合衆国の伝統的な価値観や信念に対する」脅威であり、「もしアメリカ市民が目を覚ますことなく、バージル・グードの移民政策を受け入れなければ、さらに多くのムスリムが選挙で公職に就き、コーランを使おうとする機会が増えることになるでしょう」。グードが論争に加わったことで、さらに多くの議員がこの問題について語るようになった。 
エリソンが宣誓で使おうとしていたのは、トマス・ジェファーソンが所有していたコーランの英訳（ジョージ・セールの『Alcoran of Mohammed』）だった。

## 憲法の規定
アメリカ合衆国憲法の第６章第3項には「合衆国のいかなる官職または信任による職務に就く資格条件として、宗教上の審査を課してはなら ない。」とあり、大統領に関して言えば少なくとも4人の大統領が宣誓に聖書を使用していない。
エリソンが宣誓にクルアーンを使うことをよしとするべきではないという立場のプレガーは、彼が事実上の宗教上の審査を公職に求めているという批判への反論を2006年12月5日にコラム掲載している。一方で、法学者のユージン・ヴォロックによれば合衆国憲法は「宣誓または宣誓に代る確約により、この憲法を擁護する義務を負う、としているが、宗教上の審査は求められていない…。宣誓ではなく確約でもよいとする選択肢が与えられているということは…、憲法は人民に対して、神や聖典を参照する宣誓でなくてよく、確約でよいとしている(ことが示されている)。したがって無神論者や不可知論者も、特定のキリスト教宗派(例えばクエーカー)と同様に、その権利を守られている。なぜムスリムあるいは一部の宗教だけが、自分が信じていない宗教への信心を明らかに惹起するような宗教的な式典を行わなくてよい権利が同じように守られないのだろうか？」と述べている。仏教徒であるメイジー・ヒロノ（ハワイ州選出）は、式典での宣誓には宗教的な文書は使用せず、宣誓ではなく確約のほうを選ぶと公言している。

## 宣誓に聖書以外を用いた例

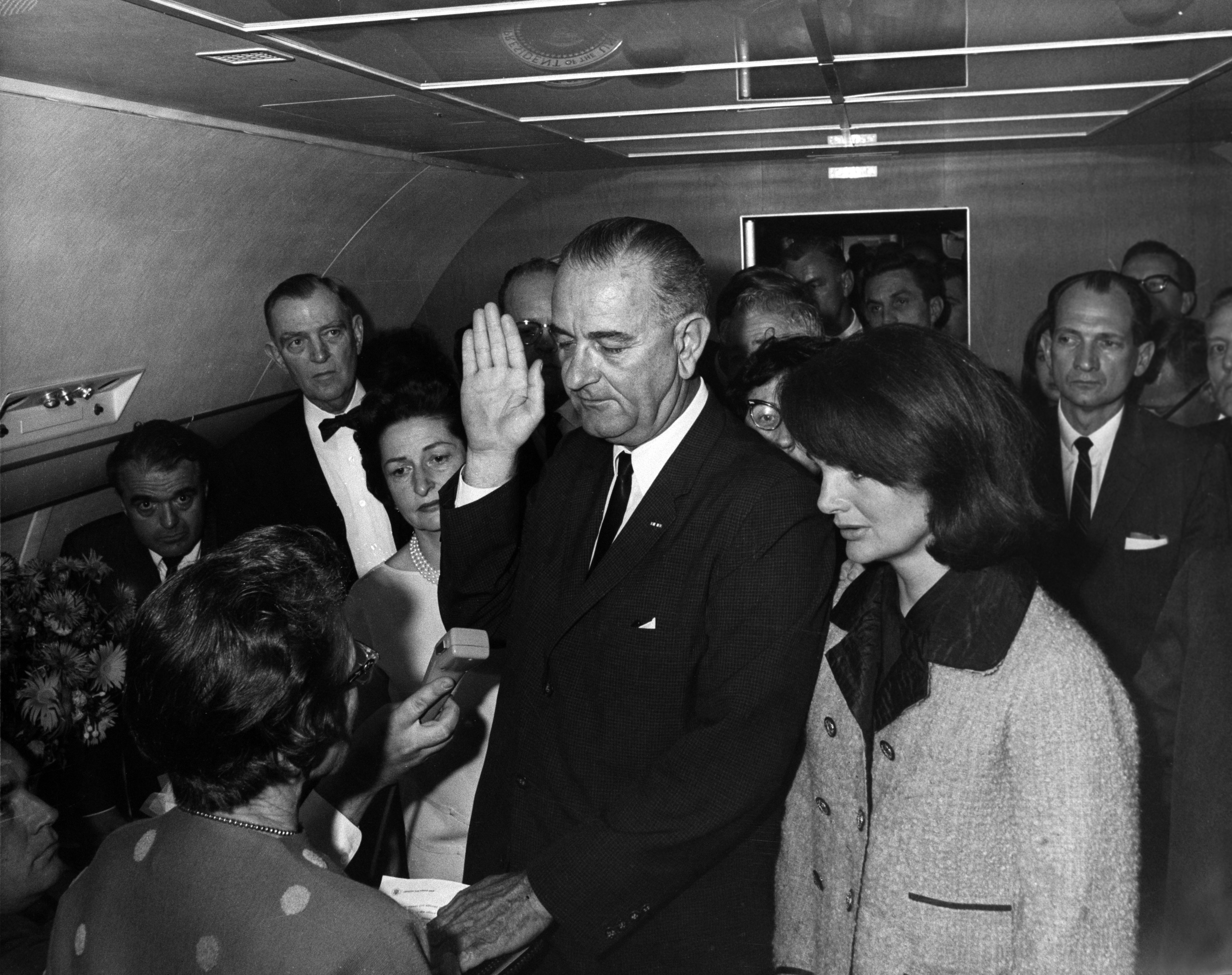
エアフォースワンの機上で、ミサ典書に手を置いて就任宣誓をするリンドン・ジョンソン

ジョン・クィンシー・アダムズは、1825年と1853年におこなった大統領就任式で憲法の写しをはさんだ法律書に手を置いて宣誓を行った。フランクリン・ピアースは宣誓ではなく、確約（affirm)という表現を使っている。セオドア・ルーズベルトも、1905年の初めての就任宣誓では聖書を使用していない（1905年の宣誓では使用している）。ほかには、ジョン・F・ケネディが暗殺され、リンドン・ジョンソンが大統領を引き受けることになったときも、宣誓の場には聖書がなく、カトリックのミサ典書ミサが使われたことを示す資料がある。ただしリンドン・ジョンソンはカトリックではなくプロテスタント（ディサイプルス）だった。
アメリカ議会図書館は「初めて大統領になったカトリック教徒であるケネディは、宣誓にカトリックの聖書（ドゥアイ・リームズ聖書）を使用した初めての人物である」とのコメントも出している。

## プレガーの発言撤回
プレガーはもともと、エリソンが宣誓の式典でクルアーンを使うことは認めるべきではないという立場で、「この本(聖書)に手を置いて宣誓ができない」なら議員になるべきではない、と書いていた。しかしその後のAP通信の電話取材に対して、エリソンが公職から追放されるべきだとは思わない、また「この件に関して何か法的措置がとられるべきだとは考えていない」と回答している。USAトゥデイのアンドレア・ストーンの取材に対しては、エリソンに限らず、議員は宣誓にクルアーンを使うべきではないということはこれからも書いていくし発言していくが、一方でエリソンクルアーンを使わせないという法律は憲法違反になるということも認めている。プレガーによれば「私は法律の話はしていない。ひとが何をすべきかという話をしているんだ」。

## アメリカホロコースト記念評議会の判断
論争をうけてアメリカ・イスラム関係評議会 (CAIR) は、アメリカ合衆国ホロコースト記念博物館を監督する評議会からプレガーの退任を求めた。CAIRのエグゼクティブ・ディレクターは「このように偏狭、不寛容で対立を煽るような考え方をもつものが、憎悪がかつてあらゆる社会に壊滅的な影響をもたらし、そして今もそれが続いていることをアメリカ人が学ぶための公営の施設の運営にかかわる立場にいてはならない」という声明をだしている。記念評議会のメンバーのなかで、例えばエド・コッチらが特にプレガーの退任について積極的だった。評議会は執行委員会を終えて「プレガー氏の一連の発言は、人種、信教、民族によらずあらゆる人々への寛容と尊敬を掲げる施設である(ホロコースト)博物館のミッションに反するものであり」、評議会とは無関係であるという決議をおこなった。

## バージル・グードの影響

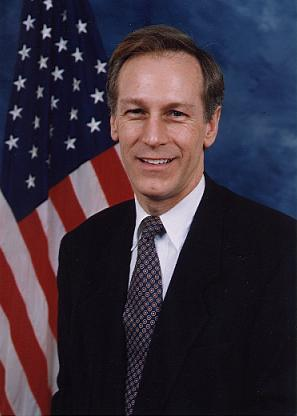
バージル・グード（バージニア州第5下院選挙区）

論争は新たな段階にはいる。エリソンの宣誓について「選挙区から津波のように届くeメール」に対して、5期目の下院議員バージル・グード（バージニア州選出）がこの件に関するレターを地元に向けて出したのである。グードのレターにはこう書かれていた。「私が就任式で宣誓のために手を挙げるとき、反対側の手には聖書があることでしょう。私はいずれにせよコーランを使うことに同意できません。ミネソタ州選出のムスリムの下院議員は、彼の選挙区の有権者から票を得て選出されましたが、もしアメリカ市民が目を覚ますことなく、バージル・グードの移民政策を受け入れなければ、さらに多くのムスリムが選挙で公職に就き、コーランを使おうとする機会が増えることになるでしょう…。次世代になり、アメリカにさらにムスリムが増えてしまうことを危惧しています。もしアメリカ合衆国の伝統的な価値観と信念を守り抜くために、そして私たちの富が吸い上げられてしまうことをふせぐために必要だと私が信じている、厳格な移民政策をとらなければ、そうなるのです」。
グードのレターは、アメリカに暮らすムスリムの権利団体だけでなくアメリカ議会の同僚である議員から厳しい批判が集まった。グードに批判的に言及した議員として、ビル・パスクラル（ニュージャージー州選出）、ジム・モラン（バージニア州）、マイク・ホンダ（カリフォルニア州）、ラーム・エマニュエル（イリノイ州）、ナンシー・ペロシ（カリフォルニア州）、上院議員にはロバート・メネンデス（ニュージャージー州）、リンゼー・グラム（サウスカロライナ州）が挙げられる。
グードのスポークスマン、リンウッド・ダンカンは「謝罪の予定はありません。議員はあのレターの内容のとおりの主張をしています」とコメントしている。

### トマス・ジェファーソンのコーラン

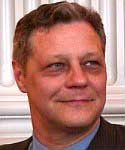
アメリカ議会図書館の貴重書・特殊コレクション担当チーフのマーク・ディムネーション

2007年1月3日、ワシントン・ポストはエリソンが「かつてトマス・ジェファーソンの所有していたクルアーンを入手予定」でこれは「議会図書館の貴重書・特殊コレクション部門」から貸与されるものだ、と報じた。
アメリカ議会図書館の貴重書・特殊コレクション部門のトップであるマーク・ディムネーション（Mark Dimunation）は、2006年12月の上旬にエリソンから声がかかり、「特別なクルアーンを使いたい」と要望を受けたと語っている。ディムネーションは、エリソンの選挙区の元住民でもあった。
エリソンのスポークスマン、リック・ジャートは「キースは宗教的自由に対する建国の父たちの信念に敬意を払っているだけでなく、憲法それ自体も尊重している」とコメントしている。エリソンはAP通信の電話取材で、もともとこのクルアーンのことは匿名の手紙をもらって知った、と語っている。そして彼にとって、ジェファーソンのクルアーンを使うことは、政治的な主張をすることでもある。
「私たちの国はその最初期から、先見の明のある指導者をいだいていたことを示すものだ。彼らは宗教的に寛容であり、クルアーンを含むさまざまな文献から知識と知恵は得られると考えていた。トマス・ジェファーソンのように先見の明のある人は信念体系が複数あることを恐れはしなかった」とエリソンはいう。「このことはまさに宗教的寛容がこの国の根幹であり、様々な宗教があることは何ら恐れるものではない、ということを示している」

## 第110議会の初日

### 多宗教対応スペースのエリソン
2007年1月4日、第110議会の最初の議事を前に、エリソンは多宗教対応の礼拝所でクルアーンの部屋（アル・フジュラート）の一節を暗唱した。「人びとよ，われは一人の男と一人の女からあなたがたを創り，種族と部族に分けた。これはあなたがたを，互いに知り合うようにさせるためである。アッラーの御許で最も貴い者は，あなたがたの中最も主を畏れる者である。本当にアッラーは，全知にして凡ゆることに通暁なされる。」（49:13）。

### セレモニーの撮影
第110議会の議員たちが一斉に宣誓をした後で予定されていた、新議長のナンシー・ペロシと議員との写真撮影で、最初にスケジュールされていたのがエリソンだった。しかし議会図書館は国会議事堂から通りをはさんで真向いにあったため、トマス・ジェファーソンのクルアーンを撮影が行われる部屋に届けるには「クルアーンを外気の影響から保護するため…長く曲がりくねった地下トンネル」を使って運ぶために15分かかった。議事堂内ではクルアーンは長方形の箱におさめられ、警備員がX線検査装置にこの本を通すときには緑色のフェルト地が覆いとしてかけられた。
エリソンは二巻本のクルアーンに感銘を受けたこの時の印象をこう振り返っている。「みてくれよ。これはちょっと違うよ。神よ。すばらしい」。数分後、ナンシー・ペロシが到着して、宣誓の場面の再現が行われた。エリソンの家族が大挙して訪れたために、セレモニーは二度に分けておこなわれた。この撮影にはエリソンの母であるクリダも参加していた。クリダ・エリソンは自分の息子が巻き起こした論争がよい影響を生んでいると考えていた。「だってアメリカで暮らすたくさんの人がアメリカの多様性はどういうものか、学ぶことになるでしょう」と言う彼女は、敬虔なローマ・カトリックの信者であり、毎日ミサに通っていることも明かしていた。
エリソンは、当時の取材に、すでに論争が自分にとって過去のものとなったことへの充足感を語っている。
「まずはよかった。やることはやった。終わったんだ。ようやく仕事にとりかかれるんだ。…多分僕らはこの先この話をすることはそれほどないだろう。愚痴を言うよりも、この国が直面している問題に取り組むほうが、いまはちょっとだけ優先度が高いからね」

## その後
2017年12月12日、アラバマ州の上院議員ロイ・ムーアのスポークスマン、テッド・クロケットは、CNNのインタビューでムーアの発言に対する釈明を行った。ムーアは、議員として公職に就くものは聖書をつかった就任宣誓が法的に必要である、という誤った知識をもとに発言を行っていた。インタビュアーのジェイク・タッパーがクロケットにムーアの主張は正しいなく、就任の際にはヘブライ語聖書でもエリソンのようにクルアーンを使ってもよいのだと伝えた。クロケットは、エリソンの議員選出や就任したときの状況を知らなかったものと思しく、返答に窮しているようだった。後日、ニューヨーク・タイムズには次のような一文が掲載された。「エリソン氏でも誰でもよいが、コミックブックを使ってもよいし、シェイクスピアの戯曲ならまだましだが、まったく何もなくたってよいのだ」。
2019年1月3日、ミネソタ州選出の下院議員イルハン・オマル、そしてミシガン州で選出されたばかりのラシダ・タリーブの両名は、クルアーンを使って議会への宣誓を行った。タリーブは近い友人から譲り受けた複製本を使い、オマルはもともと彼女の祖父が所有していた複製本を使った。
2021年1月27日、ジョージア州選出で共和党所属の下院議員マージョリー・テイラー・グリーン（Qアノンやその他の右派的な陰謀論の支持者でもある）は、国会議事堂を歩きながら、オマルとタリーブは聖書で宣誓をやり直さなければ、議員として「適法」ではない、と語る2019年2月22日の日付の動画が公開された。テッド・クロケット同様に、グリーンは、アメリカには聖書を使うことを求める法律があると誤った主張をしているが、実際にはそのような法律は存在しない（存在したとしても、憲法上の「宗教上の審査を不要とする条項」に反すると考えられる）。